# Liste des primats de l'Église vieille-orthodoxe russe
Liste des primats de l'Église vieille-orthodoxe russe

## Métropolites
- Nicolas (Pozdeïev) (19 décembre 1923-1er septembre 1934)
- Stéphane (Rastorgouïev) (1934-1937)
- Michel (1938-1944)
- Jean (1944-1955)
- Épiphane (1955-1963)
- Jérémie (1963-1969)
- Paul (1969-1977)
- Guennadi (1979-1996)
- Aristarque (9 juin 1996-4 mai 2000)
- Alexandre (9 mai 2000-3 mars 2002)

## Patriarches
- Alexandre (3 mars 2002-aujourd'hui)